# 川畑要

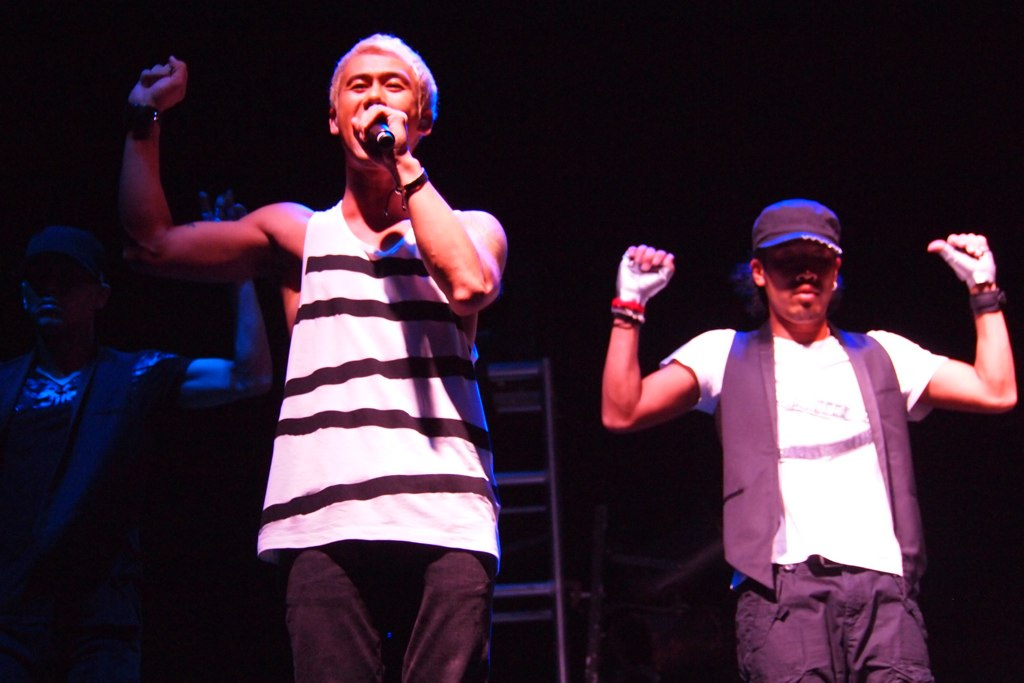
川畑要（左）

川畑 要（かわばた かなめ、1979年1月28日 - ）は、日本の男性ミュージシャン。2001年にCHEMISTRYとしてデビュー。2013年頃からソロとして本格的活動を開始。身長173cm、血液型：A型。

## 人物
東京都葛飾区亀有出身。葛飾区立亀有中学校卒業。中学校卒業後アルバイトを転々とし、19歳頃から本格的に歌手を志す。オーディション時は建築関連のアルバイトをしており、東京ディズニーランドの「プーさんのハニーハント」の工事に携わった。背中と両腕にタトゥーを入れている。体を鍛えることを趣味としキックボクシングジムに通っている。日本酒・漬物を苦手とし、もんじゃ・朝鮮料理、漫画は『ONE PIECE』を好み、好きなアーティストはR・ケリーでありアメリカのR&Bに詳しい。親交の深い芸能人はJONTE、塚本高史、矢作兼（通う居酒屋が同じで店主の紹介で出会う）である。朗読劇では乱視の為眼鏡をかけている。ギターを演奏できる。立ち位置は向かって右。川畑のファンクラブ名は「かなめ屋」。バラエティ番組の出演に積極的であり、ナインティナインの岡村隆史から「CHEMISTRYのツッコミ」と呼ばれ、不本意ながらキレ芸を披露していた。『ゼロテレビ』でのあだ名は「かわばっちゃん」。初回登場時にレコーディングスタジオを汚したスタッフの代わりに外にモップを取りにいくと岡村に内鍵をかけられ、入れなくなってしまった。それがウケ、年末の同番組ベストテンに8位にランクイン。呼ばれた際に再び内鍵をかけられていた。ちょうど初回登場時に製作していたアルバムが完成していたため、宣伝をしようとするも、音源がないため吉幾三の「Dream」を歌う羽目になった。また『オモクリ監督 〜O-Creator's TV show〜』では「オモウタ」の歌い手を務めていた。
帽子がトレードマークの一つとなっている。コレクションは100種類近くにもなるという。なお、メンバーの心境等を綴った『ひとりひとり』では「帽子を被らない姿を見せたくない」旨のことを語っていたが、2008年夏以降、段階的に帽子を被らない姿を見せるようになり、一時期はほぼ帽子なしでメディアに登場していた。但し、2015年初頭以降は再び帽子を被るようになっている。なお、帽子を被り始めた頃は坊主頭だったとのことだが、それがはっきりわかるような写真・映像は公開されていない。また、デビュー前は長髪にしていたことがある。現在の髪の長さは中程度で金色に染めている。デビュー当時はサングラスを耳から顎の下へぶら下げる独特のスタイルが話題を集めた。それ以前は坊主頭の額にサングラスを着用していたが、テレビ映りを考え頭にバンダナを巻くようになり、残ったサングラスの場所を考えた結果こうなったとのこと自家用車を頻繁に買い替えており、2014年に放送されたテレビ番組『おぎやはぎの愛車遍歴 NO CAR, NO LIFE!』で、その愛車遍歴を公表している。2021年に10代の頃からファンだったというアルパインブランドアンバサダーに就任。2008年3月にモデルの高橋美紀と結婚。同年9月に長女が誕生したが、2013年5月に離婚したことを公式ファンクラブサイトで発表した。

## 来歴
2012年4月7日、コンサートツアー『CHEMISTRY TOUR 2012 -Trinity-』の沖縄での最終公演で、CHEMISTRYの活動をいったん休止してそれぞれのソロ活動に専念することを発表。翌日4月8日には、活動休止についてのメッセージが公式サイトに掲載された。1月クールに放送されたテレビドラマ『ハングリー!』でドラマ初出演を果たした川畑は、6月16・17日開催の朗読『サマーウォーズ』に出演。6月24日、川畑はTwitterにて1週間内に候補曲「Flyin' to the sunrise」と「TOKYO GIRL」（2010年8月27日、「JOY LIVE! supported by Future Tracks→R〜JOY 1st Anniversary〜」にて「KANAME」として披露、振付はRuiが担当）の試聴公開、意見を募集。「TOKYO GIRL」が10月3日発売、2013年2月1日公開映画『ベルセルク 黄金時代篇III 降臨』エンディングテーマ「breakthrough」が収録されている「breakthrough/Let's Say I Do」を1月30日発売、アルバム『0』を6月12日に発売、6月22日バンコクにて「J POP SIGNATURE in BANGKOK」に参加、「KANAME KAWABATA LIVE TOUR 2013 "0"」を7月5日より開催。12月18日ソニー・ミュージックアソシエイテッドレコーズへの移籍を発表、ソニー・ミュージックアソシエイテッドレコーズは4月1日より株式会社ソニー・ミュージックレーベルズに吸収統合。2014年1月29日「HOME」を配信シングル発売。
川畑が出演するライブではRui、KEiSUKE、Nosukeが参加。2014年2月21日に「KOKORO NO TOMO」カバーをインドネシア、3月12日国内配信サイトにて配信開始。2016年12月、かつしか観光大使就任。2017年2月28日、CHEMISTRY LIVE 2017 -TWO-(東京国際フォーラム)にてCHEMISTRY活動再開。2019年、アパレルブランド「Locus40」を立ち上げ。2020年10月3日、ソロ活動に関しては、個人事務所であるタートルエンタテインメントの代表取締役兼アーティストとして活動していくと発表。CHEMISTRYの活動に関しては、引き続きソニー・ミュージックアーティスツでマネージメント業務を行う。6月1日、個人YouTubeチャンネル『KKTV』開設。2021年、アパレルブランド名を「LOCUS」へと刷新し再始動。

## ディスコグラフィ

### シングル
| 枚  | 発売日         | タイトル                    | 順位 | 備考 |
| --- | -------------- | --------------------------- | ---- | ---- |
| 1st | 2012年10月3日  | TOKYO GIRL                  | 8位  |      |
| 2nd | 2013年1月30日  | breakthrough/Let's Say I Do | 20位 |      |
| 3rd | 2014年6月18日  | Half Moon feat. 鈴木雅之    | 26位 |      |
| 4th | 2015年10月14日 | かまわない                  | 20位 |      |

### アルバム

#### オリジナル・アルバム
| 枚  | 発売日        | タイトル | 最高位 |
| --- | ------------- | -------- | ------ |
| 1st | 2013年6月12日 | 0        | 24位   |
| 2nd | 2025年10月3日 | ONE WEEK |        |

#### その他のアルバム
| 枚  | 発売日         | タイトル        | 最高位 |
| --- | -------------- | --------------- | ------ |
| 1st | 2014年12月10日 | ON THE WAY HOME | 23位   |

### 配信シングル
| 枚   | 発売日         | タイトル        | 順位 | 備考 |
| ---- | -------------- | --------------- | ---- | ---- |
| 1st  | 2014年1月30日  | HOME            |      |      |
| 2nd  | 2014年2月21日  | KOKORO NO TOMO  |      |      |
| 3rd  | 2018年12月26日 | Make It Happen  |      |      |
| 4th  | 2019年5月22日  | Oh! Oh!         |      |      |
| 5th  | 2020年11月11日 | Crossroads      |      |      |
| 6th  | 2020年12月31日 | FLASH BACK      |      |      |
| 7th  | 2021年3月16日  | NO LIMIT        |      |      |
| 8th  | 2023年7月5日   | Midnight Escape |      |      |
| 9th  | 2023年7月12日  | Paradise        |      |      |
| 10th | 2023年7月26日  | Today           |      |      |

### 参加作品
| 発売日         | タイトル                                                   | 収録された作品                                                                       | 備考                                             |
| -------------- | ---------------------------------------------------------- | ------------------------------------------------------------------------------------ | ------------------------------------------------ |
| 2003年1月29日  | WILL (ensemble in the DAWN)                                | 川口大輔 「BEFORE THE DAWN」                                                         |                                                  |
| 2008年12月3日  | Beautiful World / Black Jaxx feat. KANAME                  | Black Jaxx 「Black Jaxx presents No.6」                                              |                                                  |
| 2009年8月12日  | After Love -First Boyfriend- feat. KANAME (CHEMISTRY)      | Crystal Kay「After Love-First Boyfriend-feat.KANAME(CHEMISTRY)/Girlfriend feat.BoA」 |                                                  |
| 2011年4月27日  | #1                                                         | 安室奈美恵 「Checkmate!」                                                            |                                                  |
| 2013年8月14日  | REAL STYLE feat. 川畑 要 (CHEMISTRY) & MACCHO (OZROSAURUS) | DJ DECKSTREAM「DECKSTREAM.JP」                                                       |                                                  |
| 2014年9月10日  | You Go Your Way with 川畑 要 (CHEMISTRY)                   | 鈴木雅之「DISCOVER JAPAN II」                                                        | CHEMISTRYのカヴァー。                            |
| 2016年2月3日   | What I'm feeling now 遊turing 川畑要                       | 遊助「遊情BEST」                                                                     |                                                  |
| 2016年5月4日   | Two Ways feat. KANAME KAWABATA (CHEMISTRY)                 | JONTE「Reboot」                                                                      |                                                  |
| 2018年11月21日 | 夕焼け小焼け                                               | 「童謡の声 DOYO100th」                                                               |                                                  |
| 2019年4月3日   | Changin' feat. 川畑 要 (CHEMISTRY)                         | 大野雄大 (from Da-iCE) 「この道の先に」                                              |                                                  |
| 2020年4月15日  | 魂のブラザー                                               | 鈴木雅之 「ALL TIME ROCK'N'ROLL」                                                    |                                                  |
| 2021年11月3日  | ココロゴト feat. 川畑要                                    | THREE1989 「Directors' Cut」                                                         |                                                  |
| 2023年10月6日  | Rendezvous                                                 | 池内ヨシカツ × 川畑要(CHEMISTRY)「Rendezvous」                                       | モバイル充電バッテリー「ChargeSPOT」とのコラボ。 |

## 提供作品
| 発表年 | アーティスト | 楽曲タイトル      | 収録作品                 | 備考 |
| ------ | ------------ | ----------------- | ------------------------ | ---- |
| 2017年 | JONTE        | The Truth of Love | 『Delight』              | 作曲 |
| 2019年 | 千賀健永     | I miss your smile | 『FREE HUGS!』〈通常盤〉 | 作詞 |

## タイアップ一覧
| 楽曲名                | タイアップ                                                                                                   |
| --------------------- | --- |
| TOKYO GIRL            | 日本テレビ系「ハッピーMusic」10月オープニングテーマ                                                          |
| Flyin' to the sunrise | ユピテルポータブルナビTV-CMソング                                                                            |
| breakthrough          | 映画「ベルセルク 黄金時代篇Ⅲ 降臨」エンディングテーマ、GREE「ベルセルク～快進撃！怒涛の傭兵団～」TV-CMソング |
| Let's Say I Do        | 日本ジュエリー協会「JJAジュエリーつながり愛キャンペーン」TV-CMソング                                         |
| HOME                  | HOME'S TV-CMソング「日村さんの家 朝篇」「日村さんの家 昼篇」「帰路につく篇」                                 |
| Today                 | 『王様のブランチ』7月度エンディングテーマ                                                                    |

## ライブ

### ワンマンライブ・主催イベント
2012年
- かなめ屋クリスマスパーティー ～川畑店長の所信表明～ (12月24日)

2013年
- KANAME KAWABATA LIVE TOUR 2013 "0" (7月5日 - 8月9日)
- 川畑 要×TSUTAYA Special Acoustic Live (9月14日)
- かなめ屋X’mas PREMIUM LIVE (12月23日)

2014年
- KANAME KAWABATA LIVE 2014 -歌心- vol.1 (4月25日)
- KANAME KAWABATA LIVE 2014 -歌心- vol.2 (5月23日)
- KANAME KAWABATA LIVE 2014 -歌心- vol.3 (6月27日)
- KANAME KAWABATA Summer Live 2014 -Our Keys- (8月2日 - 8月3日)
- KANAME KAWABATA LIVE 2014 -歌心- vol.4 (10月3日)
- KANAME KAWABATA LIVE 2014 -歌心- vol.5 (11月14日)
- KANAME KAWABATA LIVE 2014 -歌心スペシャル- (12月17日 - 12月21日)

2015年
- KANAME KAWABATA LIVE TOUR 2015 -ON THE WAY HOME- (1月12日 - 2月11日)
- TSUTAYA RECORDS presents T-GROOOVEスペシャルライブ (3月29日)
- KANAME KAWABATA Summer Live "Reboot!" (8月15日 - 8月16日)
- KANAME KAWABATA LIVE 2015 –歌心– vol.6 (5月29日)
- KANAME KAWABATA LIVE 2015 –歌心– vol.7 (6月26日)
- KANAME KAWABATA LIVE 2015 –歌心– vol.8 (10月16日)
- 川畑要クリスマスコンサート2015 (12月6日)
- 毎日がクリスマス 2015 ～歌心 X'mas special～ (12月25日)

2016年
- 歌心Tour 2016 ～Possibility of Music～ (8月25日 - 8月28日)
- 川畑 要アコースティックライブin岩手 (9月11日)
- 川畑 要(CHEMISTRY) Christmas Chapel Concert 2016 (12月4日)

2018年
- 川畑要 presents 下町SOUL2018 (7月7日)
- KANAME KAWABATA LIVE 2018 “Make It Happen” (12月27日)

2019年
- 川畑要 2019ライブハウスツアー「Make It Happen」(5月25日 - 5月31日)

2020年
- KANAME KAWABATA BIRTHDAY LIVE 「俺と360°」(1月28日)
- かなめ屋presents 川畑店長と行く日帰りの旅『俺と浅草(￣^￣)ゞ』(4月26日)

2021年
- KANAME KAWABATA LIVE 2021”Never Been Better” (1月28日) ※配信ライブ
- 川畑 要ソロツアー「KANAME KAWABATA LIVE 2021"Be proud"」 (6月27日 - 9月5日)

2022年
- Kanameya HONTEN presents, 2022“BIRTH”(1月28日)
- KANAME KAWABATA Live house tour 2022 "black box" (5月14日 - 5月29日)
- 川畑要総支配人のランチ＆ディナーショー 〜俺と岐阜グランドホテル(￣^￣)ゞ〜(11月6日)

2023年
- Kanameya HONTEN presents, “KANAME KAWABATA, BIRTHDAY PARTY”(1月28日)
- KANAME KAWABATA Live House Tour 2023 "Live it up!!" (7月16日 - 9月3日)
- Friday Night Fever(8月11日)
- 川畑統括総支配人ランチ＆ディナーショー ～俺とレンブラントホテル厚木(￣^￣)ゞ～(11月12日)

### 出演イベント
| 年     | 月日、タイトル |
| ------ | --- |
| 2012年 | 7月15日、7月21日 - SOUL POWER SUMMJIT 2012 10月8日 - JAF presents KIDUNA LIVE 2012 10月13日 - J-WAVE LIVE～AUTUMN 10月21日 - AZUL by moussy OPENING SPECIAL LIVE 11月21日、11月23日 - THE ROCK FACTORY vol.3 EAST/WEST |
| 2013年 | 1月14日 - 映画『ベルセルク黄金時代篇Ⅲ降臨』プレミアムイベント【Berserk Dreaming Yell 】 2月15日 - J-WAVE NIGHT 3月17日 - TSUTAYA presents 2012 WINTER CAMPAIGN T-GROOOVEオリジナルライブin TOKYO 6月22日 - J POP SIGNATURE in BANGKOK 8月11日 - MTV ZUSHI FES 13 8月30日、8月31日 - SOUL POWER SUMMIT 2013 10月23日 - 第10回東京国際ミュージックマーケット 11月16日 - J-Music LAB 11月30日 - Act Against AIDS 2014 LIVE in Centrair 12月21日 - J-WAVE CHRISTMAS LIVE@TOKYO CITY VIEW 12月30日 - SOUL POWER presents “シルクの似合う夜 part4”～武田と哲也の忘年会！？～ |
| 2014年 | 4月19日 - SMA AWARDS 2014～輝く！日本エスエムエー大賞～ 7月13日、7月21日 - SOUL POWER SUMMIT 2014 8月20日 - 音霊 OTODAMA SEA STUDIO 2014 9月21日 - 『顧問豊作』奥田民生 day『SMAカンタビレ風』 10月17日 - Livejack vol.7 |
| 2015年 | 2月14日 - VALENTINE SPECIAL LIVE 2015 in MEGA WEB 5月9日 - DJ Deckstream「LIVE DRESS CODE」 5月17日 - Volkswagen Fest2015 5月31日 - 六魂Fes！ 7月4日 - 音霊 OTODAMA SEA STUDIO 2015～THE VOICE～ 8月30日 - 葛飾大音楽祭 9月12日、9月13日、9月22日、9月23日 - SOUL POWER SUMMIT 2015 10月10日 - 海老名駅西口地区まち開き記念式典 12月13日 - J-WAVE LIVE～WINTER |
| 2016年 | 5月15日 - ACO CHILL’16 6月17日、6月18日、6月19日 - Fantasy on Ice 2016 in KOBE 6月24日、6月25日、6月26日 - Fantasy on Ice 2016 in NAGANO 7月16日、7月17日、7月23日、7月24日 - SOUL POWER SUMMIT 2016 7月28日 - コカ･コーラ SUMMER STATION 音楽LIVE 7月30日 - 第28回 なぎさの祭典 7月31日 - 「天保山 シーサイド サマーフェスタ」天保山 Special Summer Live 8月27日 - BMW GROUP TOKYO BAY SUMMER FESTIVAL 2016 9月3日 - ベイフェスタ2016 9月17日 - New Acoustic Camp 2016 9月24日 - NSTまつり2016 10月22日 - JONTE LIVE「Reboot」with Special Guest 川畑 要（CHEMISTRY） 11月5日 - THE DAY LIVE supported by J-WAVE 81.3FM 12月3日 - KYOTO NIPPON FESTIVAL ～Autumn Leaves 2016～ |
| 2017年 | 2月11日 - おいでよ亀有Winter Festival 3月26日 - サガテレビ 超！春フェス2017 4月16日 - おおいた☆すまいる～とどけ、大分の元気～ 6月21日 - One of Loveプロジェクト GIG vol.8 8月19日 - JONTE 10th Anniversary Count Down LIVE～Synesthesia～ 8月22日、8月23日 - History Of Pops 70's |
| 2018年 | 2月13日 - 葛飾×江戸川ふれあいコンサート |
| 2019年 | 1月28日 - Sho Kamijo×和田昌哉×MANABOON presents X-CHANGE 3月21日 - Premium W成人式 2019 “1978~1979” |
| 2022年 | 10月20日、10月21日 - SOUL POWER 2022 FINAL TOKYO SUMMIT 10月28日 - SOUL POWER 2022 FINAL NANIWA SUMMIT |
| 2023年 | 4月8日 - Live on HAMURA with 川畑要 Powered by PRIMO |

## 出演

### バラエティレギュラー
- UTAGE!（2014年4月 - 2015年9月、TBS）

### 映画
- BUSHIDO SPIRIT (2014年5月22日インドネシア公開) - Ken役[26]
- Once Again (2015年11月21日) - 映画監督役
- ラブ×ドック (2018年5月11日) - 卓球バーの店長役

### ドラマ
- ハングリー!（2012年1月 - 3月、関西テレビ） -　藤沢剛 役
- そこをなんとか（2012年10月21日、NHK BSプレミアム）第1話　- 安斎正 役
- 俺たちがプロポーズ出来ないのには3つの理由しかなくてだな (2015年9月20日、BSスカパー!) - 木村 役

### ミュージカル
- 「愛の唄を歌おう」（2014年1月10日 - 21日、1月25日 - 2月2日、鈴木おさむ脚本・宮本亜門演出・マサムネ役）

### 朗読
- DOCOMO SOUND OF STORY 〜ASADA JIRO LIBRARY〜（2012年4月28日放送 J-WAVE、浅田次郎『霞町物語』より「グッバイ・Dr.ハリー」を川畑が朗読）
- サマーウォーズ（2012年6月16日 - 17日、新国立劇場小劇場。物語の語り部、陣内侘助、陣内理一、陣内翔太、池沢佳主馬、陣内真悟、陣内恭平、佐久間敬を川畑が朗読）
- 辻仁成 その後のふたり（2013年4月7日、天王洲 銀河劇場。5月5日、兵庫県立芸術文化センター阪急中ホール、2014年7月20日、東京グローブ座。純哉を川畑が朗読）

### Ustream
- 川畑 要の無一文(仮)（2013年4月 - 7月、第2・4水曜生配信、2014年6月17日）

## 書籍
- 川畑要　ア・チェンジ・イズ・ゴナ・カム（2015年1月5日）

## 広告
- VaQ/ イメージモデル (2021年10月17日 - )[27]
- CORSAIR ブランドアンバサダー (2022年10月1日 - )[28]
- QUONIST SOUND アンバサダー (2023年11月1日 - )[29]